# سرهين (حديبو)

تعديل مصدري - تعديل

سرهين هي إحدى قرى مديرية حديبو التابعة لمحافظة سقطرى، بلغ تعداد سكانها 399 نسمة حسب تعداد اليمن لعام 2004.